# Kamiana Mohyła

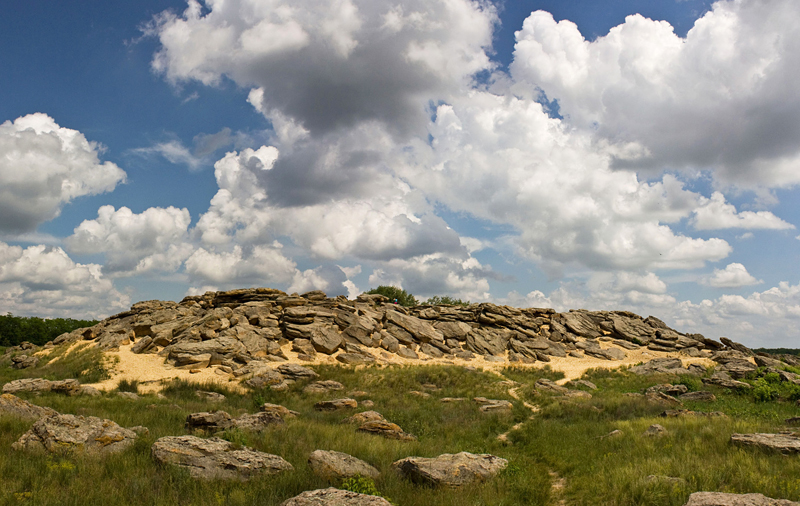
Kamiana Mohyła

Kamiana Mohyła (Kamienna Mogiła) – stanowisko archeologiczne nad rzeką Mołoczna, około 2 km od wioski Terpynia koło Melitopola w obwodzie zaporoskim na Ukrainie. Na ścianach skały piaskowca ponad 1000 petroglifów z motywami antropomorficznymi i zoomorficznymi z epoki kamienia oraz epoki brązu. W 2006 roku stanowisko zostało wpisane na listę wstępną do zgłoszenia na listę światowego dziedzictwa UNESCO.
Jest to skupienie trzeciorzędowego piaskowca o powierzchni około 3000 m² i wysokości do 12 m, formą przypominające kurhan (stąd nazwa). Stanowi ono jedyną wychodnię piaskowca w Zapadlisku Przyczarnomorskim. Masyw jest silnie popękany i jest w nim wiele jaskiń wietrzeniowych.
W 1932 roku stanowiskiem zainteresowali się pracownicy melitopolskiego muzeum krajoznawczego. Zwrócili oni uwagę na wiele rysunków skalnych w jaskiniach. W 1934 roku jeden z nich, W.N. Danilenko, napisał kilka listów do Instytutu Archeologii Akademii Nauk USRR prosząc o bardziej szczegółowe prace. W 1938 roku pracowała tam ekspedycja pod kierownictwem O.N. Badera. Odkryto wtedy ponad 30 nowych punktów z rysunkami. W 1947 roku badania pod kierunkiem Danilenki zostały wznowione.
Po II wojnie światowej Bader nie mógł wrócić do prac na stanowisku, gdyż jako Niemiec został zesłany do Niżnego Tagiłu. 
W 1950 r. powstał plan budowy elektrowni wodnej na rzece Mołoczna, której zapora miała przechodzić przez skalisty masyw Kamiana Mohyła. Instytut Archeologii Akademii Nauk Ukraińskiej SRR postanowił pilnie zbadać petroglify grot i pobliskiej osady archeologicznej. W 1952 r. usunięto 1,5 m wierzchniej warstwy osadowej na obszarze 400 m² na południe i 600 m² na północ od wykopaliska z 1947 roku w celu sprawdzenia stratygrafii i warunków występowania najgłębszych warstw kulturowych. 
W 1994 roku orientalista A.G. Kifiszyn twierdził, że w petroglifach Kamianej Mohyły występują ślady piśmiennictwa protosumeryjskiego. Wywołało to wiele kontrowersji. Inne porównania odnajdują związki z uralskim oraz ze znakami pisma Vinča–Turdaș.